# David Meirhofer
David G. Meirhofer, né le 8 juin 1949 à Manhattan dans le Montana, décédé le 29 septembre 1974, est un tueur en série américain qui a tué quatre personnes dans le Montana entre 1966 et 1974. À cette époque le FBI était en train d’élaborer une nouvelle méthode appelée profilage criminel et Meirhofer fut le premier à être arrêté grâce à cette méthode.
Parmi ses victimes figure Susan Jaeger, 7 ans, enlevée dans sa tente la nuit alors que sa famille faisait du camping. Le ravisseur ne laissa aucune demande de rançon ni aucun indice. Cependant, le profilage criminel, qui était alors utilisé pour la première fois, fut utilisé approximativement une année après l’enlèvement.
Cette technique mena les enquêteurs à suspecter un homme blanc, jeune, qui tue pour obtenir une gratification sexuelle et qui pourrait avoir gardé des parties des corps des victimes comme « souvenirs ». 

Plus tard ils pensèrent que le tueur avait pu être déjà arrêté pour d’autres crimes. Meirhofer avait 23 ans à cette époque et avait déjà été suspecté d’un autre meurtre. 
 Meirhofer appela par téléphone la mère de Susan Jaeger exactement une année après l’enlèvement, celle-ci réussit à obtenir suffisamment d’informations pour permettre au FBI de l’arrêter. Lorsque la police fouilla la maison de Meirhofer ils découvrirent des morceaux des corps des victimes.
Meirhofer a tué Suzie Jaeger, 2 garçons et une femme. En septembre 1974, il avoua avoir enlevé Sandra Dykman Smallegan alors qu’elle dormait. En février, celle-ci avait rencontré Meirhofer la même année mais avait arrêté leur relation.
Meirhofer se suicida en prison, 4 heures après avoir avoué les meurtres.

## Liste des victimes connues
| Date            | Identité            | Âge | Lieu              |
| --------------- | ------------------- | --- | ----------------- |
| 19 mars 1967    | Bernard L. Poelman  | 13  | Comté de Gallatin |
| 7 mai 1968      | Michael E. Raney    | 12  | Comté de Gallatin |
| 25 juin 1973    | Susan Jaeger        | 7   | Comté de Gallatin |
| 10 février 1974 | Sandra D. Smallegan | 19  | Comté de Gallatin |